# Édouard Sarasin

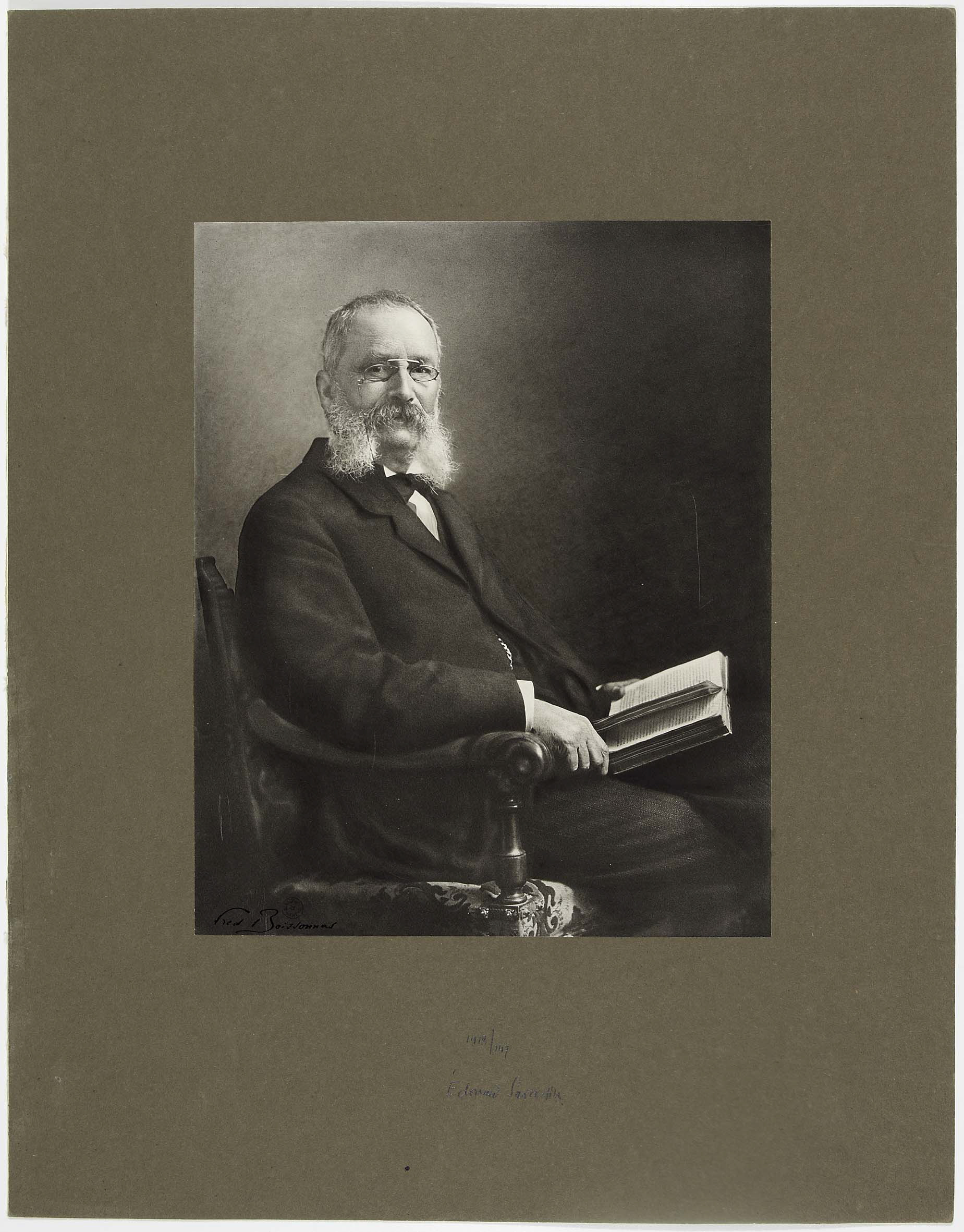
Portrait

Emile Édouard Sarasin (Genève, 20 mei 1843 - Le Grand-Saconnex, 22 juli 1917) was een Zwitsers natuurkundige, bekend van experimenten over elektromagnetische golven.
Zijn vader Jean-Charles Sarasin (1806–1867) was jurist en politicus. Zijn moeder was Louise Marie Emilie Rigaud.
Van 1861 tot 1862 studeerde hij literatuur en natuurwetenschappen aan de Universiteit van Genève en aan de École Polytechnique te Parijs, waar hij zijn BSc haalde. In 1865 studeerde hij te Berlijn in het laboratorium van Heinrich Gustav Magnus. In 1866 studeerde hij bij Robert Bunsen te Heidelberg. 
In 1867 keerde hij terug naar Zwitserland en werkte hij in het laboratorium van Auguste Arthur de la Rive, waar hij experimenteerde met elektrische ontladingen in verdunde gassen. 
Ook in 1867 trouwde hij met Alberte-Emma Diodati. Ze kregen drie dochters en een zoon Charles Sarasin (1870 – 1933), die professor werd in de geologie en vanaf 1920 beroepsmilitair werd.
Vanaf 1875 bestudeerde hij met Jacques-Louis Soret circulair gepolariseerd licht in kwarts. 
Tussen 1890 en 1892 bestudeerde hij samen met de zoon van Auguste, Lucien de la Rive radiogolven. Ze correspondeerden met  Henri Poincaré over resonantie. 
In 1869 werd hij redacteur en na de dood van Soret van 1890 tot 1915 hoofdredacteur van de Archives des sciences physiques et naturelles in Genève. Van 1911 tot 1916 was hij centrale voorzitter van de Schweizer Naturforschenden Gesellschaft. 
In 1885 ontving hij een eredoctoraat van de Universiteit van Basel en in 1909 van de Universiteit van Genève.